# شهرستان یانچوان
شهرستان یانچوان (به لاتین: Yanchuan County) یک شهرستان‌های جمهوری خلق چین در چین است که در یان‌آن واقع شده‌است.